# Щеканов, Николай Фёдорович
Николай Фёдорович Щеканов (2 ноября 1920, село Старый Тукшум, Симбирская губерния — 13 июня 2006) — командир отделения моторизованного батальона автоматчиков 65-й Волновахской Краснознамённой ордена Суворова танковой бригады, старший сержант — на момент представления к награждению орденом Славы 1-й степени.

## Биография
Родился 2 ноября 1920 года в селе Старый Тукшум (ныне — Шигонского района Самарской области). Член ВКП/КПСС с 1944 года. Окончил 6 классов. Работал на хлебокомбинате в городе Куйбышев.
В Красной Армии с 1940 года. На фронте в Великую Отечественную войну с ноября 1943 года. Воевал на 4-м Украинском фронте. В составе 65-й танковой бригады 11-го танкового корпуса участвовал в освобождении южной Украины. Как образцовый солдат, Н. Ф. Щеканов был направлен в школу сержантов, по окончании которой освобождал города Олевск и Сарны, участвовал в боях на ковельском направлении.
Командир отделения моторизованного батальона автоматчиков 65-й танковой бригады 11-го танкового корпуса старший сержант Щеканов 8 июля 1944 года в бою у села Торговище, участвуя в отражении нескольких контратак противника, поразил более десяти противников.
13 июля 1944 года за мужество, проявленное в боях с врагом, старший сержант Щеканов награждён орденом Славы 3-й степени.
В дальнейшем Щеканов участвовал в Люблин-Брестской операции, форсировании Западного Буга и Вислы, боях на Пулавском плацдарме. В январе 1945 года в ходе Висло-Одерской операции освобождал города Радом, Томашув, Лодзь.
25 января 1945 года Щеканов с отделением в составе той же бригады, корпуса в боях за станцию Пташково, отражая контратаки противника, вывел из строя свыше двадцати солдат и офицеров.
Приказом по 69-й армии от 8 марта 1945 года старший сержант Щеканов награждён орденом Славы 2-й степени.
Продолжая наступление, войска 11-го танкового корпуса форсировали Одер и вели бои на Кюстринском плацдарме. В Берлинской операции в составе 8-й гвардейской армии прорвали оборону противника на Зееловских высотах и ворвались в Берлин.
22 апреля 1945 года в бою в пригороде Берлина Лихтенберг Щеканов с отделением уничтожил семнадцать вражеских автоматчиков, засевших в подготовленном к обороне доме, несколько противников захватил в плен.
Указом Президиума Верховного Совета СССР от 15 мая 1946 года за мужество, отвагу и героизм, проявленные в борьбе с захватчиками, старший сержант Щеканов Николай Фёдорович награждён орденом Славы 1-й степени.
Участник парада Победы 24 июня 1945 года в Москве на Красной площади. В 1946 году демобилизован. Жил в городе Самара. Работал на хлебокомбинате № 8. Скончался 13 июня 2006 года.
Награждён орденами Октябрьской Революции, Отечественной войны 1-й степени, Славы 1-й, 2-й и 3-й степени, медалями.
Имя полного кавалера ордена Славы Н. Ф. Щеканова увековечено на памятном знаке в честь участников Великой Отечественной войны, проживающих в Железнодорожном районе города Самара.